# クラ・ガルフ (護衛空母)
|           |                                          |
| 艦歴      |                                          |
| 発注:     |                                          |
| 起工:     | 1943年12月16日                           |
| 進水:     | 1944年8月15日                            |
| 就役:     | 1945年5月12日                            |
| 退役:     |                                          |
| その後:   |                                          |
| 除籍:     |                                          |
| 性能諸元  |                                          |
| 排水量:   | 11,373 トン                              |
| 全長:     | 557 ft 1 in (169.8 m)                    |
| 全幅:     | 75 ft (22.9 m)                           |
| 吃水:     | 32 ft (9.8 m)                            |
| 機関:     | ギアードタービン2軸推進、16,000 shp      |
| 最大速:   | 19ノット                                 |
| 航続距離: |                                          |
| 乗員:     | 士官、兵員1,066名                        |
| 兵装:     | 5インチ砲2門、40mm機銃36基、20mm機銃20基 |
| 搭載機:   | 33基                                     |

クラ・ガルフ (USS Kula Gulf, CVE-108) は、アメリカ海軍の護衛空母。コメンスメント・ベイ級航空母艦の4番艦。艦名はソロモン諸島のクラ湾に因んで命名された。

## 艦歴
艦名は当初ヴァーミリオン・ベイ (Vermillion Bay) であったが、1943年11月6日にクラ・ガルフに改名される。ワシントン州タコマのトッド・パシフィック造船所で1943年12月16日に起工し、1944年8月15日にドロシー・モットによって進水し、オレゴン州ポートランドのウィラメット・アイアン・アンド・スチール社で竣工する。1945年5月12日にポートランドでJ・W・キング艦長の指揮下就役する。
西海岸での整調及び夜間空母訓練後に、クラ・ガルフは8月5日にサンディエゴを出航、西太平洋で第7艦隊に加わる。真珠湾及びマーシャル諸島経由で9月14日にフィリピンのレイテ湾に到着する。続く2ヶ月にわたってクラ・ガルフは沖縄から東シナ海をパトロールし、サイパンとグアムの間を往復した。その後マジック・カーペット作戦への参加を命じられ、600名の帰還兵を乗せて11月17日にグアムを出航、12月4日にサンフランシスコに到着した。12月10日から1946年1月10日の間にクラ・ガルフは再び極東へ戻り、天津および青島で1,520名の帰還兵を乗艦させ、サンディエゴに1月26日到着した。2月26日に東海岸に向けてサンフランシスコを出航し、3月16日にノーフォークに到着する。その後7月3日にボストンで退役し、大西洋予備役艦隊入りする。
朝鮮戦争の勃発で艦隊の増強が急務となり、クラ・ガルフはボストンで1951年2月15日にアルデン・D・シュワルツ艦長の指揮下再就役する。グアンタナモ湾で整調後8月6日にノーフォークを出航、モロッコのカサブランカに向けて航空機を運搬する。9月1日にノーフォークに帰還し、続く15ヶ月間クラ・ガルフはヘリコプターパイロットの訓練、対空、対潜水艦演習、戦闘機パイロットの訓練に従事した。
1952年5月にクラ・ガルフはプエルトリコのビエケス島で海兵隊のヘリコプター訓練を支援した。10月にはラブラドール地方に向かう輸送船団への対潜水艦護衛部隊として同行した。その後1953年1月から7月まで近代化オーバーホールが行われ、改修が完了するとカリブ海および大西洋岸での対空、対潜水艦演習を再開した。
1953年から1955年までクラ・ガルフは大西洋艦隊の哨戒、攻撃演習において完璧な対潜水艦戦能力を提供した。クラ・ガルフは海軍の対潜水艦戦略の開発において重要な役割を果たした。加えてヘリコプター運用戦略の発展にも寄与し、ベトナム戦争での共産勢力との戦闘に大きな影響を与えた。1955年2月と4月にビエケス島で行われた海兵隊の垂直上陸攻撃演習を支援し、その後ノーフォークに4月26日に帰還、5月13日にボストン海軍造船所入りし、8月19日にはフィラデルフィア海軍造船所で不活性化オーバーホールを行う。1955年12月15日にフィラデルフィアで予備役となり、大西洋予備役艦隊入りする。1959年5月7日に AKV-8（貨物航空機運搬艦）に艦種変更される。
ベトナムで共産勢力の攻撃が拡大すると、アメリカ合衆国は南ベトナム共和国の独立を守るために大規模な介入を開始する。これにより、大規模な補給の要求が生じ、クラ・ガルフは1965年6月30日に海上輸送司令部 (Military Sea Transportation Service, MSTS) へ転籍、USNS Kula Gulf (T-AKV-8) へ船体番号が変更された。1965年の夏には第1騎兵師団のヘリコプターと兵員を東海岸からベトナムへ輸送した。その後も西海岸の港から南ベトナムのアメリカ軍基地への往復輸送任務を継続した。